# Фернальд, Мерритт Линдон
Мерритт Линдон Фернальд (англ. Merritt Lyndon Fernald, 5 октября 1873 — 22 сентября 1950) — американский ботаник.

## Биография
Мерритт Линдон Фернальд родился в США 5 октября 1873 года.
В 1891 году начал учиться в Гарвардском университете и получил высшее образование в 1897 году.
Он написал важную научную книгу «Edible Wild Plants of Eastern North America» в 1919—1920 годах совместно с Альфредом Кинси, которая была опубликована в 1943 году. Мерритт Линдон Фернальд внёс значительный вклад в ботанику, описав множество видов растений.
Умер 22 сентября 1950 года.

## Научная деятельность
Мерритт Линдон Фернальд специализировался на папоротниковидных и на семенных растениях. Опубликовал более 850 научных работ.

## Некоторые публикации
- «Edible Wild Plants of Eastern North America». 1943.